# Гремяко, Борис Васильевич
 Борис Васильевич Гремяко (31 марта 1913, Луга — апрель 1944, под Севастополем) — советский офицер-подводник, капитан 3-го ранга (24.02.1944).

## Биография
Службу на флоте начал в 1931 году. В 1936 окончил Военно-морское училище им. Фрунзе (ныне Санкт-Петербургский военно-морской институт). В 1940 — отделение помощников командиров подводных лодок Высших специальных курсов командного состава при Учебном отряде подводного плавания им. Кирова в г. Лиепая (Либава). Член ВКП(б) с 1940 года. Русский, из служащих. Женат, двое детей (Александр 1939 г.р. и Лариса 1943 г.р.).
В 1936 году назначен командиром боевой части-3 подводной лодки «Щ-205», в 1936—1937 годах — командир БЧ-4 подлодки «А-2», в 1937—1938 годах — командир боевой части-3 «Щ-202».
В 1938 был помощником командира подводной лодки «А-3», в 1939 — подводной лодки «А-4».
С октября 1940 года служил помощником командира подводной лодки «Л-5 Чартист», на которой встретил начало Великой Отечественной войны.
Участник 17 боевых походов «Л-5 Чартист». 23 октября 1942 года назначен командиром подводной лодки «Л-5», в марте 1943 года — подлодки «Л-4 Гарибальди́ец», с апреля 1943 года — командир «Л-6 Карбонарий». Подводная лодка под командованием Б. В. Гремяко совершила 6 боевых походов, произвела 2 минных постановки (40 мин), в двух торпедных атаках потопила судно противника (956 брт).
В апреле 1944 года в ходе очередного похода субмарина пропала без вести, её судьба и местоположение неизвестны. Командир подлодки погиб вместе со своим кораблём.

## Награды
- орден Красной Звезды (1942),
- орден Красного Знамени (1943),
- медаль «За оборону Севастополя».